# Małgorzata Mesjasz
Małgorzata Mesjasz (ur. 12 czerwca 1997 w Częstochowie) – polska piłkarka, występująca na pozycji obrończyni we włoskim klubie AC Milan oraz w reprezentacji Polski.

## Statystyki

### Klubowe
Na podstawie:
| Klub                   | Sezonów | Liga              | Liga  | Liga   | Puchar krajowy | Puchar krajowy | Kontynentalne | Kontynentalne | Suma  | Suma   |
| Klub                   | Sezonów | Liga              | Mecze | Bramki | Mecze          | Bramki         | Mecze         | Bramki        | Mecze | Bramki |
| ---------------------- | ------- | ----------------- | ----- | ------ | -------------- | -------------- | ------------- | ------------- | ----- | ------ |
| Gol Częstochowa        | 1       | Ekstraliga        | 15    | 1      | 0              | 0              | –             | –             | 15    | 1      |
| FC Katowice            | 1       | Ekstraliga        | 7     | 1      | 0              | 0              | –             | –             | ?     | ?      |
| AZS PWSZ Wałbrzych     | 4       | Ekstraliga        | 104   | 49     | 5              | 3              | –             | –             | ?     | ?      |
| 1. FFC Turbine Potsdam | 3       | Frauen-Bundesliga | 60    | 9      | 10             | 0              | –             | –             | 70    | 9      |
| AC Milan               | 3       | Serie A           | 45    | 5      | 4              | 0              | –             | –             | 49    | 5      |
|                        | Łącznie | Łącznie           | 231   | 65     | 19             | 0              | 0             | 0             | 250   | 65     |

### Reprezentacyjne
Na podstawie:
| Gole w reprezentacji | Gole w reprezentacji | Gole w reprezentacji | Gole w reprezentacji | Gole w reprezentacji | Gole w reprezentacji | Gole w reprezentacji | Gole w reprezentacji |
| Lp.                  | Data                 | Miasto               | Przeciwnik           | Wynik                | Gole                 | Inne                 | Rozgrywki            |
| -------------------- | -------------------- | -------------------- | -------------------- | -------------------- | -------------------- | -------------------- | -------------------- |
| 1.                   | 08.10.2019           | Kielce               | Brazylia             | 1:3 (0:1)            | 58'                  |                      | mecz towarzyski      |
| 2.                   | 23.10.2020           | Warszawa             | Azerbejdżan          | 3:0 (1:0)            | 41'                  |                      | Eliminacje ME 2022   |
| 3.                   | 26.10.2021           | Tychy                | Albania              | 2:0 (1:0)            | 89'                  |                      | Eliminacje MŚ 2023   |
| 4.                   | 06.09.2022           | Lublin               | Kosowo               | 7:0 (5:0)            | 35'                  |                      | Eliminacje MŚ 2023   |

## Sukcesy
Na podstawie:

### Klubowe
- II miejsce w Pucharze Niemiec 2021/22